# Kerne Bridge
Kerne Bridge – wieś w Anglii, w hrabstwie Herefordshire. Leży 23 km na południe od miasta Hereford i 176 km na zachód od Londynu.